# Dolmen de Poulnabrone
Le dolmen de Poulnabrone (irlandais : Poll na Brón, « trou de la meule de moulin ») est un dolmen dans le Burren, dans le comté de Clare, en Irlande. Il date de la période néolithique, probablement entre -4200 et -2900. Il est situé à 8 km au sud de Ballyvaughan et à 9,6 km au nord-ouest de Killinaboy.
Le dolmen, situé sur l'un des points les plus désolés et les plus élevés de la région, comprend trois portails dressés, soutenant une lourde pierre de voûte horizontale. Il date de la période néolithique, probablement entre 4200 et 2900 av. J.-C. C'est le plus connu et le plus photographié des quelque 172 dolmens d'Irlande.
Le cadre karstique a été formé à partir de calcaire déposé il y a environ 350 millions d'années. Le dolmen a été construit par des agriculteurs néolithiques, qui ont choisi l'emplacement soit pour le rituel, comme marqueur territorial, soit comme lieu de sépulture collective. Il ne reste aujourd'hui que le « squelette de pierre » du monument d'origine, jadis recouvert de terre, sa dalle coiffée d'un cairn.
Lorsque le site a été fouillé en 1986 et à nouveau en 1988, environ 33 restes humains, d'adultes, d'enfants (et les restes d'un bébé de l' âge du bronze beaucoup plus tardif), ont été retrouvés enterrés au-dessous, ainsi que divers objets en pierre et en os qui ont été placés avec eux au moment de l'inhumation. Les restes humains et les objets funéraires sont datables de 3800 à 3200 av. J.-C.

## Toponymie
Poulnabrone est une transcription phonétique anglaise du gaélique d'Irlande Poll na Brón. Brón est la forme de génitif du mot irlandais bró, qui signifie « moulin à bras » : le nom complet signifie le « trou (ou bassin) de la pierre meulière ». Il est parfois mal traduit par « trou des chagrins » (Poll na mBrón).

## Lieu et usage
Le dolmen de Poulnabrone est situé dans un champ rocheux et uniforme du townland de Poulnabrone, Kilcorney, près de la route R480, à 8 km au sud de Ballyvaughan. Il est bien en dehors des limites du parc national du Burren, contrairement à ce qu'affirment certaines sources d'informations. Son emplacement était difficile d'accès au moment de sa construction, et il a probablement été utilisé comme centre rituel jusqu'à l'âge du bronze, avec des preuves qu'il était encore utilisé au début du Moyen Âge celtique. Il a peut-être également servi de marqueur territorial dans le paysage néolithique, dans une position significative, largement visible de la campagne alentour et à proximité de l'importante route nord-sud de la baie de Ballyvaughan au sud, jusqu'à la région où se trouve maintenant Kilnaboy. Il est possible que les habitants des colonies proches de l'actuel Kilnaboy aient érigé la structure pour délimiter la frontière nord de leur territoire, bien qu'elle ait également été utilisée pour les inhumations.

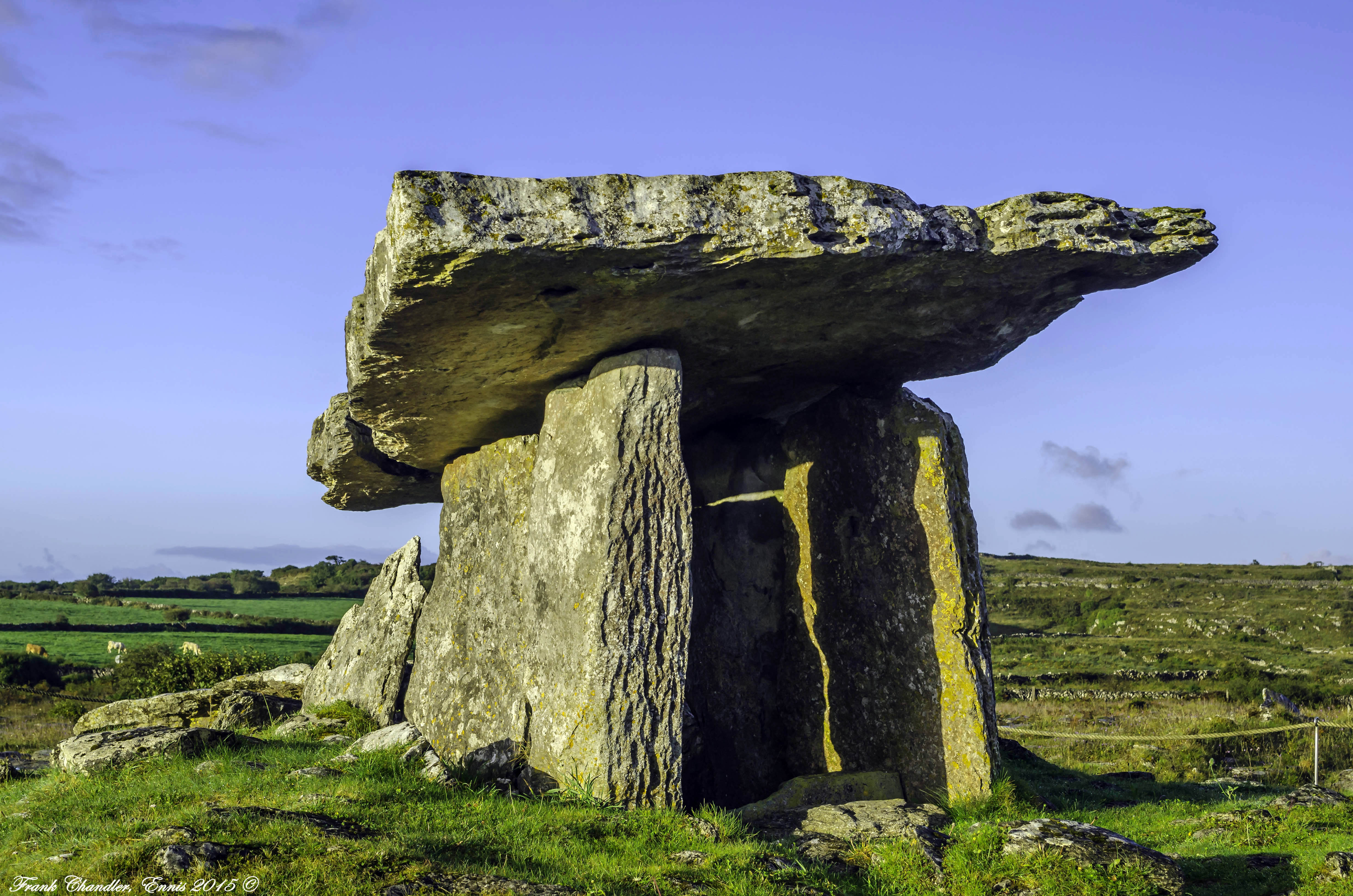
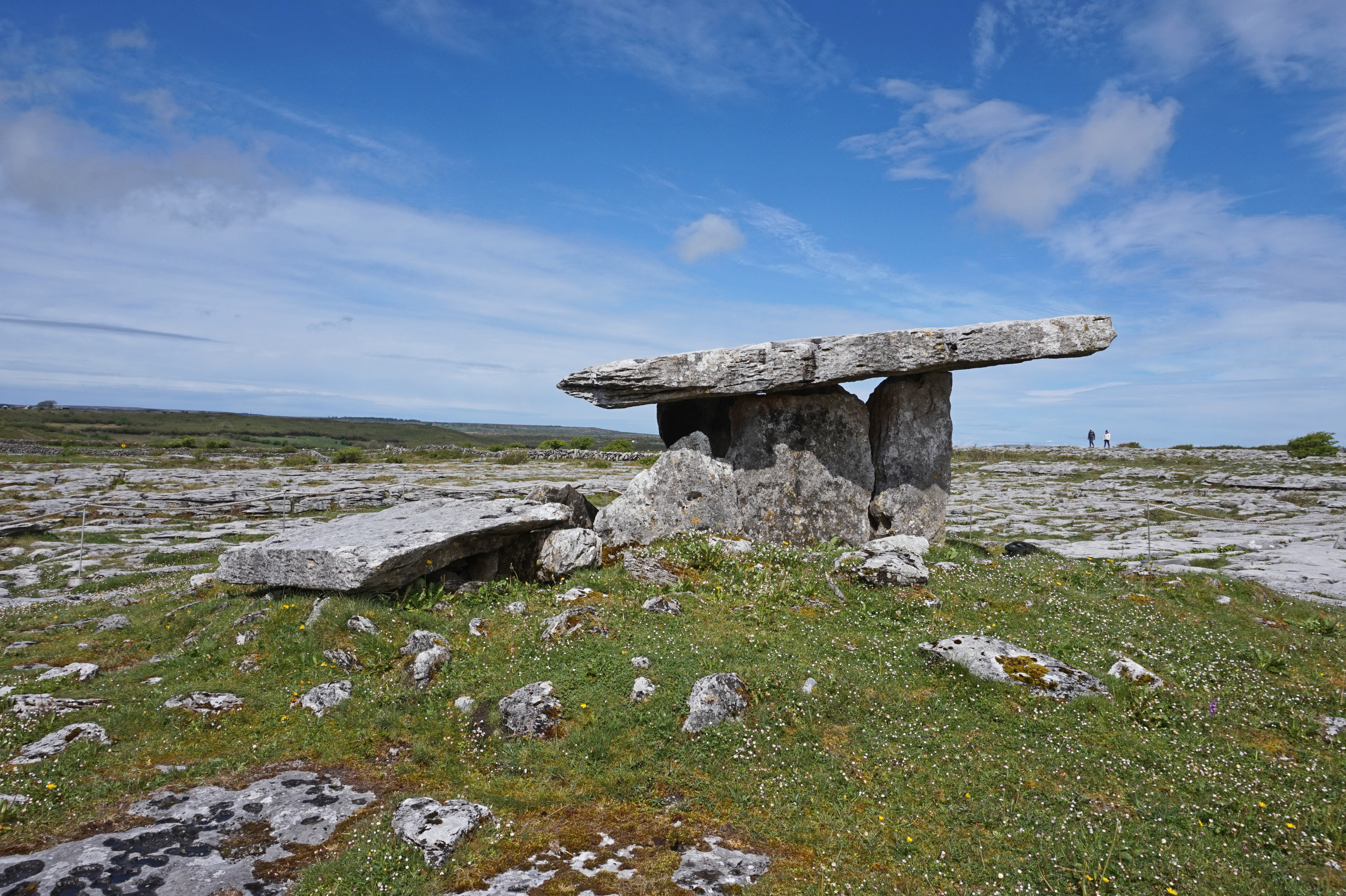
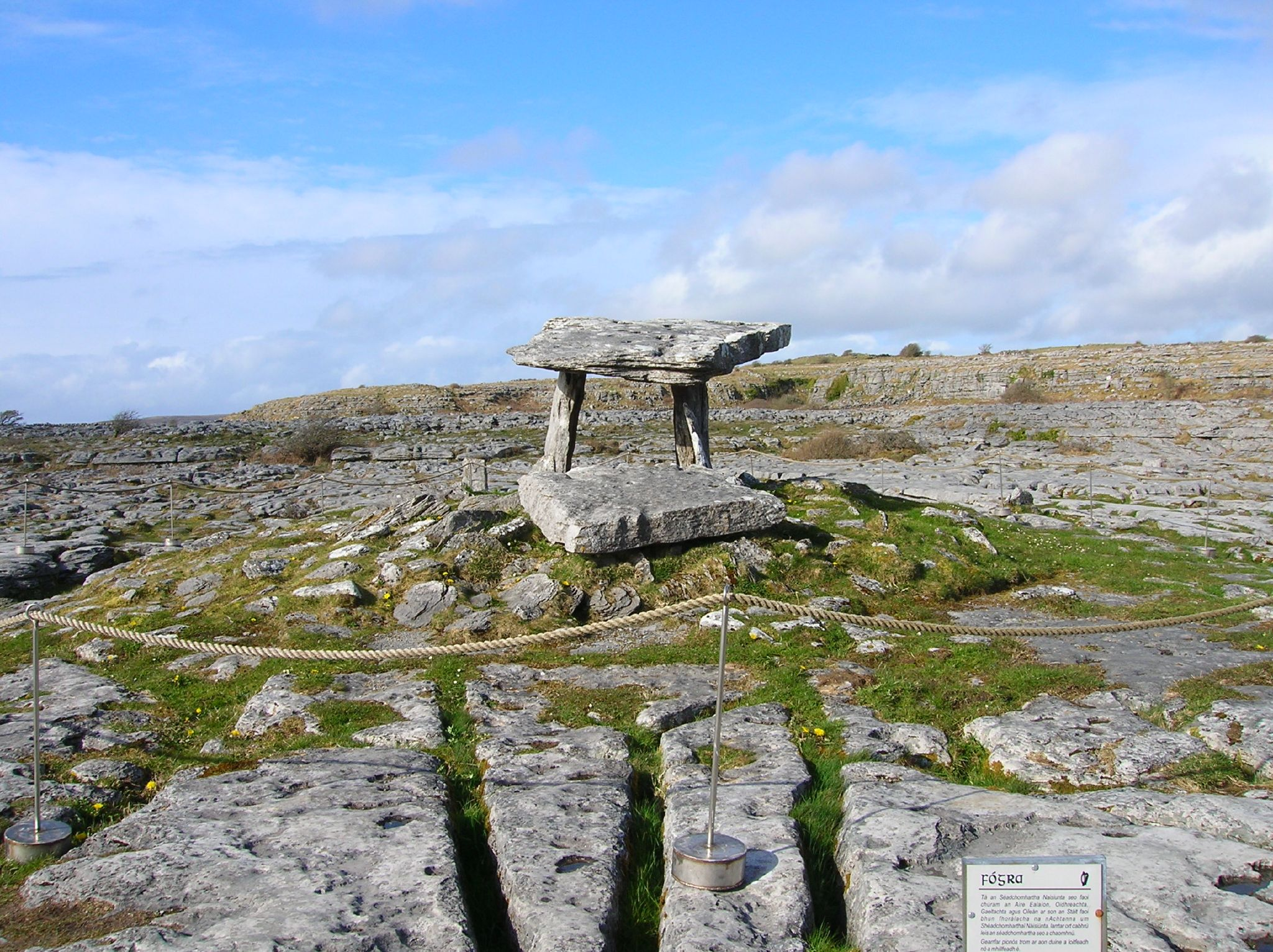

## Description
Poulnabrone est le plus grand dolmen irlandais après celui de Brownshill dans le comté de Carlow. Situé sur les restes d'un monticule, il se compose d'une dalle de pierre angulaire tabulaire de 4 m de long sur 2 m à 3 m de large, et 30 cm d'épaisseur. Fait inhabituel pour les dolmens de ce type, la pierre angulaire s'incline vers l'ouest. Le toit de la chambre formé par cette énorme pierre de voûte est soutenu par deux ensembles de pierres en portiques parallèles droites et d'orthostates (dalles verticales), chacune d'environ 2 m de haut, qui marquent l'entrée, et soutiennent la pierre angulaire depuis le sol, créant une chambre qui s'effile vers l'est. Le cairn s'étend en moyenne sur 3 m à partir de la chambre .

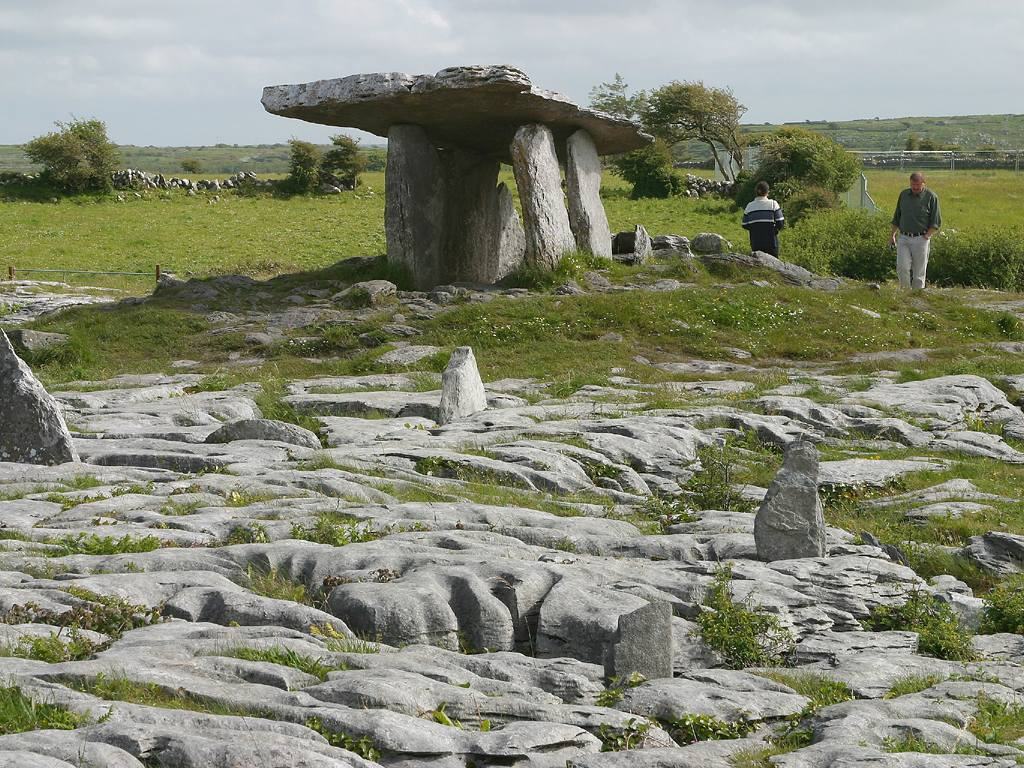
Vue avec le sol de calcaire karstique

La chambre est stabilisée par les pierres dressées qui, placées directement sur le substrat rocheux calcaire, n'ont pas pu être plus hautes durant la période néolithique. L'entrée, qui fait face au nord, est traversée par une pierre de seuil positionnée sur une crevasse est-ouest. Trois pierres juste avant la pierre de seuil forment une antichambre remplie de terre et de pierres.
La datation au radiocarbone indique que la tombe était probablement utilisée comme lieu de sépulture entre 3800 et 3200 av. J.-C. Les découvertes sont maintenant au Clare Museum, Ennis, prêtées par le National Museum of Ireland,.

### Les restes humains
Lors des fouilles, les restes d'environ 33 personnes ont été retrouvés enterrés sous le monument. Tous les adultes sauf un avaient moins de 30 ans. Ils ont été établis comme ayant vécu entre 3800 et 3200 av. J.-C., et comme le sol n'est pas devenu un lieu de sépulture permanent au cours des millénaires, on peut supposer qu'ils ont été les membres d'une élite. Les objets personnels enterrés avec eux comprenaient une hache en pierre polie, des bijoux sous forme de pendentifs en os et de cristaux de quartz, ainsi que des armes et de la poterie,. Le fait qu'aucun des squelettes n'était intact conduit à la conclusion que le site n'était pas conçu comme un lieu de sépulture permanent : au lieu de cela, les corps ont été mélangés chronologiquement, plutôt qu'enterrés à la suite, bien qu'ils aient tous été trouvés dans les strates d'origine. Il était souvent difficile, voire impossible, de distinguer les restes de chaque individu, même d'établir leur sexe. Un seul adulte semble avoir vécu plus de 40 ans.
De nombreux os présentaient des signes d'arthrite dans le haut du corps et les dents des enfants présentaient des signes de maladies et de malnutrition. Dans la plupart des cas, la pathologie et l'état physique des restes indiquaient des vies consacrées à des travaux physiques durs et une durée de vie inférieure à l'âge de 30 ans, malgré la théorie selon laquelle il s'agissait d'individus apparemment de haut rang. Deux des corps montrent les preuves de blessures majeures : un crâne et une cage thoracique avec des fractures guéries avant la mort, et un os de la hanche d'un homme adulte, percé par la pointe d'un projectile de pierre et non guéri, ce qui signifie que la blessure s'est produite peu de temps avant la mort. Les corps avaient été laissés ailleurs pour se décomposer - dans un endroit protégé, car aucun des os ne présentait de traces de marques de dents d'animaux. Les os nus ont ensuite été transportés et déposés. Certains d'entre eux, qui présentent des marques de brûlures, peuvent avoir été préalablement purifiés rituellement par le feu.
Pendant l'âge du bronze (vers 1750 à 1420 av. J.-C.), c'est-à-dire bien plus tard, un nouveau-né a été enterré dans le portique, juste à l'extérieur de l'entrée.